# QR-код

QR-код з посиланням на головну сторінку мобільної версії української Вікіпедії.

QR-код, к'юар-код (скорочено від англ. quick response code, «код швидкої відповіді») — матричний код (двовимірний штрих-код), розроблений і представлений японською компанією «Denso-Wave» в 1994 році. Основна перевага QR-коду — це легке розпізнавання сканувальним обладнанням (в тому числі й фотокамерою мобільного телефона), що дає можливість використання в торгівлі, на виробництві, в логістиці.

## Особливості

Структура QR-коду з позначеними функціональними елементами.

На відміну від штрих-коду, який сканують тонким променем, QR-код сприймається сенсором як двовимірне зображення. Три квадрати в кутах зображення та менші синхронізувальні квадратики по всьому коду дозволяють нормалізувати розмір зображення та його орієнтацію, а також кут, під яким сенсор напрямлений до поверхні зображення. Крапки на зображенні коду переводяться в двійкові числа з перевіркою контрольних сум.
Основна перевага QR-коду — це легке розпізнавання сканувальним обладнанням (в тому числі і фотокамерою мобільного телефону).
Хоча термін «QR code» є зареєстрованим товарним знаком «DENSO Corporation», використання кодів не обкладається ніякими ліцензійними відрахуваннями, а самі вони описані й опубліковані як стандарти ISO. Специфікація QR-коду не описує формат даних.
Найпопулярніші програми перегляду QR-кодів підтримують такі формати даних: URL, вебсторінки, E-mail (з темою листа), SMS на номер (з темою), MeCard, vCard, географічні координати.
Також деякі програми можуть розпізнавати файли GIF, JPG, PNG або MID менше 4 КБ і зашифрований текст, але ці формати не стали популярними.

## Застосування
QR-коди найрозповсюдженіші в Японії, країні, де штрих-коди були настільки популярними, що обсяг інформації, зашифрованої в коді, швидко перестав влаштовувати індустрію. Японці почали експериментувати з новими способами кодування невеликих обсягів інформації в графічному зображенні. Вже на початку 2000 року вони набули широкого використання в Японії. Їх можна бачити на великій кількості плакатів, упакува́нь і товарів.
QR-код також вельми поширений у країнах Азії, в Китаї, поступово розвивається в Європі та Північній Америці. Найбільше визнання він отримав серед користувачів мобільного зв'язку — встановивши програму-розпізнавач, абонент може моментально заносити в свій телефон текстову інформацію, додавати контакти в адресну книгу, переходити за web-посиланнями, відправляти SMS-повідомлення тощо.
Провідні японські оператори мобільного зв'язку спільно випускають під своїм брендом мобільні телефони з вбудованою підтримкою розпізнавання QR-коду. Як показало дослідження, провідною компанією «comScore» 2011 року, 20 млн жителів США використовували мобільні телефони для сканування QR-кодів.
У Японії та Австрії QR-коди також використовуються на кладовищах (див. Віртуальне кладовище) та містять інформацію про померлого.
Також, QR-коди активно використовують у туризмі. Наприклад, у Львові об'єднання бізнесменів «Туристичний рух Львова» розмістило QR-коди на понад 80 туристичних об'єктах. Це дає змогу туристам легко орієнтуватися в місті, навіть не знаючи української мови, тому що QR-коди встановлені кількома мовами.
QR-коди застосовуються для розміщення в рекламі, пошуку інформації, привітань зі святами, обміну контактами, авторизації та реєстрації в сервісах, підключення до WiFi в публічних місцях — для будь-яких дій, що мають на увазі інтерактив з власником смартфону. Для користувача код дав спромогу переходити за посиланнями, для рекламодавця — можливість інтеграції зовнішньої і ТБ-реклами з інтерактивом, доступним тільки в цифровому середовищі.
Серед соціальних проєктів застосування — спеціальні бейджі для літніх людей і дітей, які страждають аутизмом.

## Технічна інформація

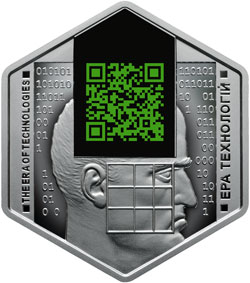
QR-код на пам'ятній монеті НБУ

Найменший QR-код (версія 1) має розмір 21 × 21 піксель (без урахування полів), найбільший (версія 40) — 177 × 177 пікселів.
Максимальна кількість символів, які вміщаються в один QR-код:
- Цифри — 7089
- Цифри і букви (включаючи кирилицю) — 4296
- Двійковий код — 2953 байт
- Ієрогліфи — 1817

Також існують «псевдокодування»: завдання методу кодування в даних, розбиття довгого повідомлення на кілька кодів тощо.
Для виправлення помилок застосовується код Ріда — Соломона з 8-бітним кодовим словом. Є чотири рівні надмірності: 7, 15, 25 і 30 %. Завдяки виправленню помилок вдається нанести на QR-код малюнок і все одно його можна буде прочитати.
Щоб у коді не було елементів, здатних заплутати сканер, область даних XOR'иться зі спеціальною маскою. Коректно працюючий кодер повинен перебрати всі варіанти масок, порахувати штрафні очки для кожної області та вибрати найвдалішу.
Окремо існує мікроQR-код, ємністю до 35 цифр.

## ПЗ для мобільних телефонів для розпізнання QR-кодів
- для Android: Google Goggles, QuickMark, Barcode Scanner, Barcode2file, QR Droid, NeoReader, ixMAT Scanner, 2D-код, Elinext UPC, I-Nigma, Viber (вбудовано як опція в меню);
- для Apple iOS: Scan, RedLaser, QR Reader for iPhone, Bakodo — Barcode Scanner and QR Bar Code Reader, AT&T Code Scanner, Elinext UPC, стандартний додаток Камера (починаючи з iOS 13[8]);
- для Bada: BeeTagg, Quick QR Reader;
- для BlackBerry OS: Вбудовано в App World (магазин додатків);
- для Java: Kaywa reader, I-Nigma, UpCode;
- для Maemo: mbarcode;
- для Symbian OS: QuickMark, Kaywa reader, Nokia barcode reader, I-Nigma, UpCode, NeoReader, BeeTag;
- для Windows Mobile: QuickMark, I-Nigma;
- для Windows Phone 7: Вбудовано в пошук (оновлення Mango)

## Створення QR-коду в Google Chrome
Щоб створити QR-код в Google Chrome, ви можете скористатися вбудованою функцією для генерації QR-кодів. Ось покрокова інструкція:

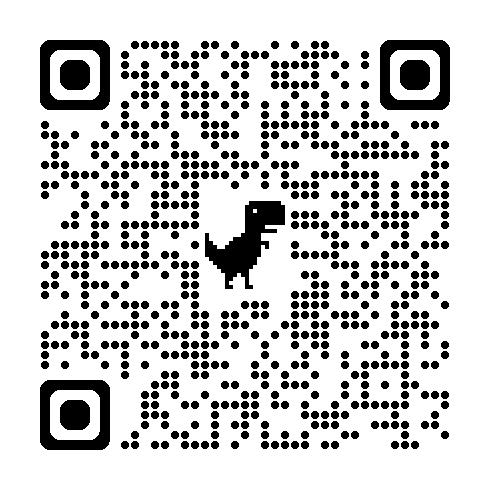
Приклад qr-коду (сайт https://uk.wikipedia.org/)

1. Відкрийте сторінку: Перейдіть на веб-сайт або сторінку, для якої ви хочете створити QR-код.
2. Натисніть на URL-адресу: У рядку адреси браузера натисніть правою кнопкою миші на URL (адресу веб-сайту).
3. Виберіть опцію «Створити QR-код для цієї сторінки»:
  - У контекстному меню з'явиться опція «Створити QR-код для цієї сторінки».
  - Натисніть на цю опцію, і з'явиться діалогове вікно з QR-кодом.
4. Завантажте QR-код:
  - З'явиться зображення QR-коду. Ви можете натискати «Завантажити» або «Save», щоб зберегти його на комп'ютері.

QR-код буде містити URL адреси сторінки, і його можна сканувати для швидкого доступу до цієї сторінки на мобільних пристроях.